# Петър Малчев
Петър Малчев е български общественик.

## Биография
Роден е през 1885 г. в Пловдив. Завършва гимназията „Княз Александър I“ в родния си град. От 1913 г. преподава в Търговската гимназия в Пловдив, а от 1927 г. е неин директор. Бил е в Управителния съвет на Пловдивска популярна банка. В периода 1914-1934 г. е сред редакторите на „Лист на Пловдивската популярна банка“, а от 1935 до 1941 г. и на в. „Кооперативно съзнание“. В периода 15 ноември 1939 г. - 26 ноември 1943 г. е кмет на град Пловдив. По време на неговия мандат днешния булевард „Руски“ е преименуван на бул. „Адолф Хитлер“, бул. „Васил Априлов“ на бул. „Бенито Мусолини“ и ул. „Велико Търново“ на „Виктор Емануил II“. Награден е с Орден на Германския кръст - на шия, I степен. След Деветосептемврийския преврат е изселен в Хисаря.